# Manhattan Project (låt)
Manhattan Project är en låt av den kanadensiska progressive rock-bandet Rush. Den släpptes som den tredje låten på albumet Power Windows  släppt 14 oktober 1985. Låten var också släppt som en singel.
Rush spelade "Manhattan Project" 251 gånger live. Efter att den ej hade spelats live sen 1990 blev den spelad igen 2012. Detta gör att låten är en av flera av Rush som spelades live 2012 efter att den ej hade spelats live på många år. Den sista gången "Manhattan Project" spelades live var den 2 augusti 2013.